# Monastère patriarcal de Peć
Ne doit pas être confondu avec Patriarcat de Peć.
Le monastère patriarcal de Peć (en serbe cyrillique Манастир Пећка патријаршија ; en serbe latin : Manastir Pećka patrijaršija) est un monastère orthodoxe serbe, situé à l'entrée des gorges de la Rugova, près de Peć, au Kosovo. Formé d'un ensemble d'églises, il est le monastère patriarcal (stavropégique) et centre spirituel de l'Église orthodoxe serbe et sert de mausolée à un grand nombre d'archevêques et de patriarches.
Il figure sur la liste des monuments culturels d'importance exceptionnelle de la république de Serbie.
L'Union européenne a classé les monastères orthodoxes serbes du Kosovo, parmi les cinq plus importants lieux saints du bassin méditerranéen.
Le 13 juillet 2006, il a été inscrit sur la liste du patrimoine mondial de l’UNESCO lors d'une extension du site protégé du monastère de Visoki Dečani ; et, avec Dečani et d'autres monuments du Kosovo, il a été placé sur la liste du patrimoine mondial en péril,.

## Histoire
La date précise de la fondation du monastère de Peć est inconnue. À l'époque où saint Sava était encore en vie, la région devint sans doute un metoh du monastère de Žiča. Il devint ensuite le siège de l'archevêché et patriarcat serbe de Peć (1346-1463 et 1557-1766).
L'archevêque Arsène Ier fit construire l'église des Saints-Apôtres dans les premières décennies du XIIe siècle pour en faire un siège de l'Église serbe plus sûr et plus central que le monastère de Žiča ; il la fit orner de fresques vers 1250. Entre 1321 et 1324, l'archevêque Nicodème Ier fit construire l'église Saint-Dimitrije. Puis, vers 1330, son successeur, Danilo II, fit édifier une troisième église, celle de la Vierge « Hodegitria » ; puis y ajouta la petite église Saint-Nicolas. La façade des trois églises principales a été dotée d'un narthex monumental. À l'époque du patriarche Joanakije II, vers 1345, l'église Saint-Dimitrije fut à son tour ornée de fresques.
Au XIVe siècle, l'église des Saints-Apôtres fut quelque peu transformée.
Du XIIIe au XVe siècle, puis au XVIIe siècle, les  archevêques et les patriarches serbes furent enterrés dans les églises du monastère.
En 1689, durant la guerre contre les Ottomans, le patriarche Arsenije III Čarnojević, qui avait prêché l'insurrection contre les Turcs, dut fuir au nord du Danube avec quelque 30 000 familles.

## Fresques

### Église des Saints-Apôtres
- La trahison de Judas(vers 1300)
- Le Christ devant Pilate (vers 1300)
- Scènes de l'Ascension (milieu du XIIIe siècle)
  - Un apôtre avec un ange
  - Le Christ
  - Un ange
- Jésus-Christ (vers 1350)
- Patriarches
  - Saint Sava (milieu du XIIIe siècle)

### Église Saint-Dimitrije
- La naissance de la Vierge (1346)
- Nativité(1346)
- Saint Dimitrije (1621-1622)

### Église de la Vierge Hodegitria
- Nativité (vers 1340)
- La résurrection de Lazare (vers 1340)
- Arsenije Ier ordonné évêque (vers 1340)
- Saint Nicolas et Danilo II (vers 1340)

## Restauration
La restauration du complexe monastique s'est déroulée entre juin et novembre 2006. Le but poursuivi lors de cette campagne de travaux était de protéger le monastère des intempéries et de réparer les murs des édifices. La restauration a permis de mettre au jour une nouvelle fresque peinte sur la façade nord de l'église Saint-Dimitrije ; elle représente une souveraine serbe accompagnée d'un gentilhomme.